# Edmonton Strathcona
Pour les articles homonymes, voir Edmonton (homonymie) et Strathcona.
Circonscription électorale fédérale du Canada
Edmonton Strathcona (auparavant Edmonton—Strathcona) est une circonscription électorale fédérale canadienne de l'Alberta.

## Circonscription fédérale
La circonscription se situe au centre de l'Alberta et représentant la partie centre-est de la ville d'Edmonton. Dans cette circonscription se trouve le vieux Strathcona, le campus francophone de l'Université de l'Alberta et un grand nombre de Franco-Albertains[réf. souhaitée].
Les circonscriptions limitrophes sont
- au nord : Edmonton-Centre et Edmonton Griesbach
- à l'est : Sherwood Park—Fort Saskatchewan
- au sud : Edmonton Gateway et Edmonton-Sud-Est
- au sud-ouest : Edmonton Riverbend
- à l'ouest : Edmonton-Ouest.

Lors du redécoupage électoral de 2022, la circonscription ne subit que peu de changements, cédant une petite portion au nord à Edmonton Griesbach mais en gagnant d'autres au sud sur Edmonton Riverbend et Edmonton Mill Woods.

### Historique
La circonscription d'Edmonton—Strathcona a été créée en 1952 à partir des circonscriptions d'Edmonton-Est et d'Edmonton-Ouest, et est représentée pour la première fois lors des élections générales de 1953.
| Législature                                                | Années        | Député           | Député                  | Parti                     |
| ---------------------------------------------------------- | ------------- | ---------------- | ----------------------- | ------------------------- |
| Edmonton—Strathcona issue d'Edmonton-Est et Edmonton-Ouest |               |                  |                         |                           |
| 22e                                                        | 1953–1957     |                  | Richmond Francis Hanna  | Libéral                   |
| 23e                                                        | 1957–1958     |                  | Sydney Herbert Thompson | Crédit social             |
| 24e                                                        | 1958–1962     |                  | Terry Nugent            | Progressiste-conservateur |
| 25e                                                        | 1962–1963     |                  | Terry Nugent            | Progressiste-conservateur |
| 26e                                                        | 1963–1965     |                  | Terry Nugent            | Progressiste-conservateur |
| 27e                                                        | 1965–1968     |                  | Terry Nugent            | Progressiste-conservateur |
| 28e                                                        | 1968–1972     |                  | Hu Harries              | Libéral                   |
| 29e                                                        | 1972–1974     |                  | Douglas Rocher          | Progressiste-conservateur |
| 30e                                                        | 1974–1979     |                  | Douglas Rocher          | Progressiste-conservateur |
| 31e                                                        | 1979–1980     | David Kilgour    |                         | Progressiste-conservateur |
| 32e                                                        | 1980–1984     | David Kilgour    |                         | Progressiste-conservateur |
| 33e                                                        | 1984–1988     | David Kilgour    |                         | Progressiste-conservateur |
| 34e                                                        | 1988–1993     | Scott Thorkelson |                         | Progressiste-conservateur |
| 35e                                                        | 1993–1997     |                  | Hugh Hanrahan           | Réformiste                |
| 36e                                                        | 1997–2000     | Rahim Jaffer     |                         | Réformiste                |
| 36e                                                        | 2000-2000     | Rahim Jaffer     |                         | Alliance canadienne       |
| 37e                                                        | 2000–2002     | Rahim Jaffer     |                         | Alliance canadienne       |
| 37e                                                        | 2003-2004     | Rahim Jaffer     |                         | Conservateur              |
| 38e                                                        | 2004–2006     | Rahim Jaffer     |                         | Conservateur              |
| 39e                                                        | 2006–2008     | Rahim Jaffer     |                         | Conservateur              |
| 40e                                                        | 2008–2011     |                  | Linda Duncan            | Néo-démocrate             |
| 41e                                                        | 2011–2015     |                  | Linda Duncan            | Néo-démocrate             |
| Edmonton Strathcona                                        |               |                  |                         |                           |
| 42e                                                        | 2015–2019     |                  | Linda Duncan            | Néo-démocrate             |
| 43e                                                        | 2019–2021     |                  | Heather McPherson       | Néo-démocrate             |
| 44e                                                        | 2021–2025     |                  | Heather McPherson       | Néo-démocrate             |
| 45e                                                        | 2025–en cours |                  | Heather McPherson       | Néo-démocrate             |

### Résultats électoraux
Modèle:Élection générale canadienne de 2025 — Edmonton Strathcona
|       | Candidat          | Parti              | # de voix | % des voix |
|       | Len Thom          | Conservateur       | +17 395,  | 31,28 %    |
|       | Eleanor Olszewski | Libéral            | +11 524,  | 20,73 %    |
|       | (X) Linda Duncan  | NPD                | +24 446,  | 43,96 %    |
|       | Jacob K. Binnema  | Vert               | +01 278,  | 2,3 %      |
|       | Donovan Eckstrom  | Rhinocéros         | +00133,   | 0,24 %     |
|       | Dougal MacDonald  | Marxiste-léniniste | +00093,   | 0,17 %     |
|       | Malcolm Stinson   | Parti libertarien  | +00311,   | 0,56 %     |
|       | Ryan Bromsgrove   | Parti pirate       | +00201,   | 0,36 %     |
|       | Chris Jones       | Indépendant        | +00116,   | 0,21 %     |
|       | Andrew Schurman   | Indépendant        | +00107,   | 0,19 %     |
| Total | Total             | Total              | 55 604    | 100 %      |

|       | Candidat          | Parti              | # de voix | % des voix |
|       | Ryan Hastman      | Conservateur       | +19 762,  | 40,55 %    |
|       | Matthew Sinclair  | Libéral            | +01 372,  | 2,82 %     |
|       | (x) Linda Duncan  | NPD                | +26 093,  | 53,55 %    |
|       | Andrew Fehr       | Vert               | +01 119,  | 2,3 %      |
|       | Kevan Hunter      | Marxiste-léniniste | +00091,   | 0,19 %     |
|       | Kyle Murphy       | Indépendant        | +00206,   | 0,42 %     |
|       | Christopher White | Indépendant        | +00087,   | 0,18 %     |
| Total | Total             | Total              | 48 730    | 100 %      |

|       | Candidat         | Parti              | # de voix | % des voix |
|       | (x) Rahim Jaffer | Conservateur       | +19 640,  | 41,6 %     |
|       | Claudette Roy    | Libéral            | +04 279,  | 9,06 %     |
|       | Linda Duncan     | NPD                | +20 103,  | 42,58 %    |
|       | Jane Thrall      | Vert               | +03 040,  | 6,44 %     |
|       | Kevan Hunter     | Marxiste-léniniste | +00147,   | 0,31 %     |
| Total | Total            | Total              | 47 209    | 100 %      |